# روني الطرابلسي
روني الطرابلسي (بالفرنسية: René Trabelsi)‏ أو رينيه الطرابلسي هو رجل أعمال تونسي يهودي وهو الابن البكر لبيريز الطرابلسي رئيس الجمعية اليهودية التونسية التي تشرف على النشاطات المرتبطة بكنيس الغريبة في جزيرة جربة.

## سيرته
روني الطرابلسي رجل أعمال في فرنسا وهو الرئيس التنفيذي لوكالة الأسفار Royal First Travel المختصة في مجال السياحة،

## وزارة السياحة
بعد استقالة حكومة علي العريض في 9 يناير 2014 تداولت وسائل الإعلام التونسية خبر ترشيح روني الطرابلسي لتولي منصب وزير السياحة في حكومة مهدي جمعة إلاّ أنه وقع الاختيار على أمال كربول لتشغل هذا المنصب.
في 6 نوفمبر 2018 تم تعيين روني الطرابلسي وزيرًا للسياحة في تونس ضمن حزمة تعديلات وزارية في حكومة يوسف الشاهد.